# Jean-Paul Gonzalez
Pour les articles homonymes, voir Gonzalez.

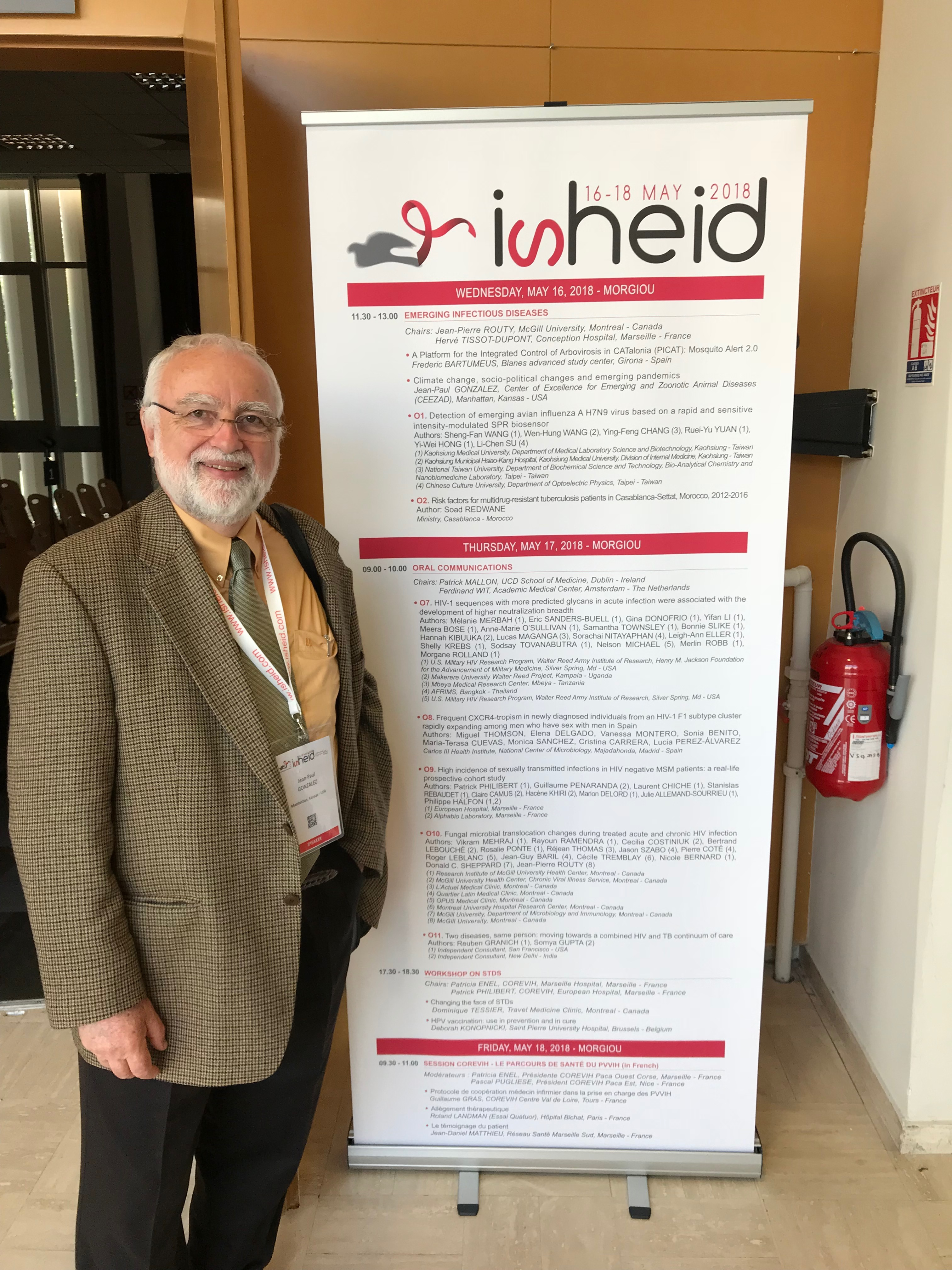
Jean-Paul Gonzalez présente à Marseille, une conférence sur le Changement Climatique et le risque pandémique (International Symposium on HIV and Emerging Infectious Diseases, ISHEID, Marseille, 2018)

Jean-Paul Joseph Gonzalez est un médecin et virologue français, né le 28 août 1947 à Royan (Charente-Maritime). 

## Biographie

### Jeunesse
Jean-Paul Gonzalez a grandi dans le quartier de la Forêt de Suzac, près de la ville de Saint-Georges-de-Didonne dans le Sud-Ouest de la France en Charente-Maritime. Son père, Jesús González, est un immigré espagnol né à Madrid. Jesús González exerce les métiers d'infirmier diplômé d'État et de préparateur en pharmacie. Lors de la Seconde Guerre mondiale, pour la France et contre le régime du général Franco en Espagne, il s'engage comme volontaire dans la Résistance intérieure française, et prend la nationalité française en 1947. Établi avec sa famille dans la commune de Saint-Georges-de-Didonne, où il est élu au conseil municipal en 1977.

### Formation
Jean-Paul Gonzalez obtient son diplôme de docteur en médecine à l'École de médecine et de pharmacie de l’université de Bordeaux-Talence en 1974. Après son stage interné de fin de cycle médical à l’hôpital André-Bouron de Saint-Laurent-du-Maroni en Guyane, il accomplit son service national à l’Institut Pasteur de Tunis, où il commence ses premiers travaux de recherche en microbiologie. Après ces deux ans passés hors métropole, le Docteur Gonzalez rejoint le centre hospitalier universitaire de Bordeaux comme attaché clinique et de sciences fondamentales. En 1976 il est recruté par l'Institut de recherche pour le développement (IRD), où il va dédier sa carrière à la recherche scientifique, au service du développement hors de France métropolitaine, pour la recherche médicale, la formation et l'expertise dans les pays à ressources limitées des Amériques, d’Afrique et d’Asie. Il obtient un doctorat ès sciences en virologie moléculaire en 1984, de la Faculté des Sciences à l'université Clermont-Auvergne.
Ses champs disciplinaires de recherche vont de l'éco-épidémiologie des maladies virales à l’épidémiologie moléculaire et la virologie fondamentale. Ces travaux se développent dans des cadres de recherche choisi en fonction des avancées de la science et des besoins en santé des pays en développement, soit brièvement dans le cadre thématique des maladies à transmission vectorielles, des fièvres hémorragiques d’origine virale, des maladies émergentes,, des interactions des pathologies, de la préparation et de la réponse aux épidémies, de la sécurité sanitaire et de la biosurveillance, du risque zoonotique, et de la « santé unique » (One health). 

### Carrière
Dès les années 1980, il dirige dans les pays en développement avec ses partenaires institutionnels du Sud, des équipes internationales de recherche. Pendant plus de dix ans, il est à la direction d’équipes de virologie aux Institut Pasteur du Réseau International (Institut Pasteur de Bangui en République centrafricaine ; Institut Pasteur de Dakar au Sénégal). Il fait deux séjours aux États-Unis d’abord comme chercheur invité aux Centres de Lutte et de Prévention des maladies (Centers for Disease Control, Atlanta). Puis comme professeur invité d'épidémiologie et de santé publique à l’école de médecine de l’université Yale, où il participe au développement de l’outil spatial, télédétection et du système d’information géographique appliqués aux pathologies infectieuses. Il se forme à la pratique de la recherche dans les laboratoires de haute sécurité (Protection 3 et 4) appliqué aux agents pathogènes hautement infectieux,. Avec ses équipes, en Afrique Centrale puis en Afrique de l’Ouest, et en partenariat avec l'ORSTOM (alias IRD), le Réseau international de l'Institut Pasteur, les Centres pour le contrôle et la prévention des maladies (Atlanta, Géorgie et Fort Collins, Colorado, États-Unis) et l’U.S. Army Medical Research Institute of Infectious Diseases, Fort Detrick, MD, États-Unis, plusieurs observations fondamentales vont être faites sur la circulation active des virus des fièvres hémorragiques.
De 1997 à 2008, il est affecté par l’IRD à l’université Mahidol en Thaïlande, où il est reçu, près du Département de Coopération Technique (DTEC) du Royaume de Thaïlande, comme expert en « pathologie des maladies émergentes et encéphalites virales », et professeur invité de microbiologie. Il y crée, avec son équipe, le « Centre de recherche sur les maladies virales émergentes ». S’ensuit un second séjour, reçu cette fois comme expert-DTEC pour les « maladies à vecteur » à la Faculté de Science de l’université Mahidol pour y développer une plateforme de recherche et d’étude des maladies à transmission vectorielle. Avec ses équipes, il décrit de nouveaux agents pathogènes pour l’homme et les animaux, et en caractérise les pathologies connexes. Jean-Paul Gonzalez développe plusieurs concepts scientifiques comme la « coévolution hôtes-virus sur le temps long », ou encore une approche de recherche explicative et transdisciplinaire de l’émergence des maladies (sciences sociales, biomédicales, de l’environnement et de l’information) Dès la fin des années 1970, après l’émergence du virus Ebola en République démocratique du Congo il va avec ses équipes maintenir une surveillance de la réémergence des filovirus en Afrique Centrale,, et sera instrumental dans la mise en évidence du cycle naturel du virus Ebola. 
En 2008, détaché de Institut de recherche pour le développement, il est reçu comme directeur de projet auprès du ministère de l'Europe et des Affaires étrangères et, nommé directeur général du Centre international de recherches médicales de Franceville par le gouvernement gabonais. Il en assure la direction scientifique pour recentrer la recherche sur une approche « santé unique et émergence des pathologies ». 
En 2012 il rejoint de Département Santé de l’IRD pour être affecté à Washington D.C. (États-Unis), chargé des relations en science médicales auprès de l’Ambassade de France et, conseillé auprès de la compagnie Metabiota Inc. (San Francisco), sur les questions de biosécurité. En 2017 il rejoint la société « Health For Development » (Télémédecine pour le développement), comme membre du conseil scientifique. Puis nommé directeur adjoint du CEEZAD, le Centre d’Excellence pour l’étude des maladies émergentes zoonotiques et animales (Center of Excellence for Emerging Zoonotic and Animal Diseases, CEEZAD), à l'université d'État du Kansas le Dr Gonzalez engage dans une approche globale des santés humaine, animale et environnementale et, de l’évaluation du risque agricole (économie). 
Jean Paul Gonzalez a signé ou cosigné plus d’une trentaine de d’ouvrages et de chapitres et près de 250 articles scientifiques publiés dans des revues à comité de lecture.

## Publications
- Patrice Debré et Jean-Paul Gonzalez, Vie et mort des maladies éditions Odile Jacob, Paris, 2013.
- Jean François Saluzzo, Pierre Vidal et Jean Paul Gonzalez, Les Virus émergents, IRD, 2004